# Ingapirca

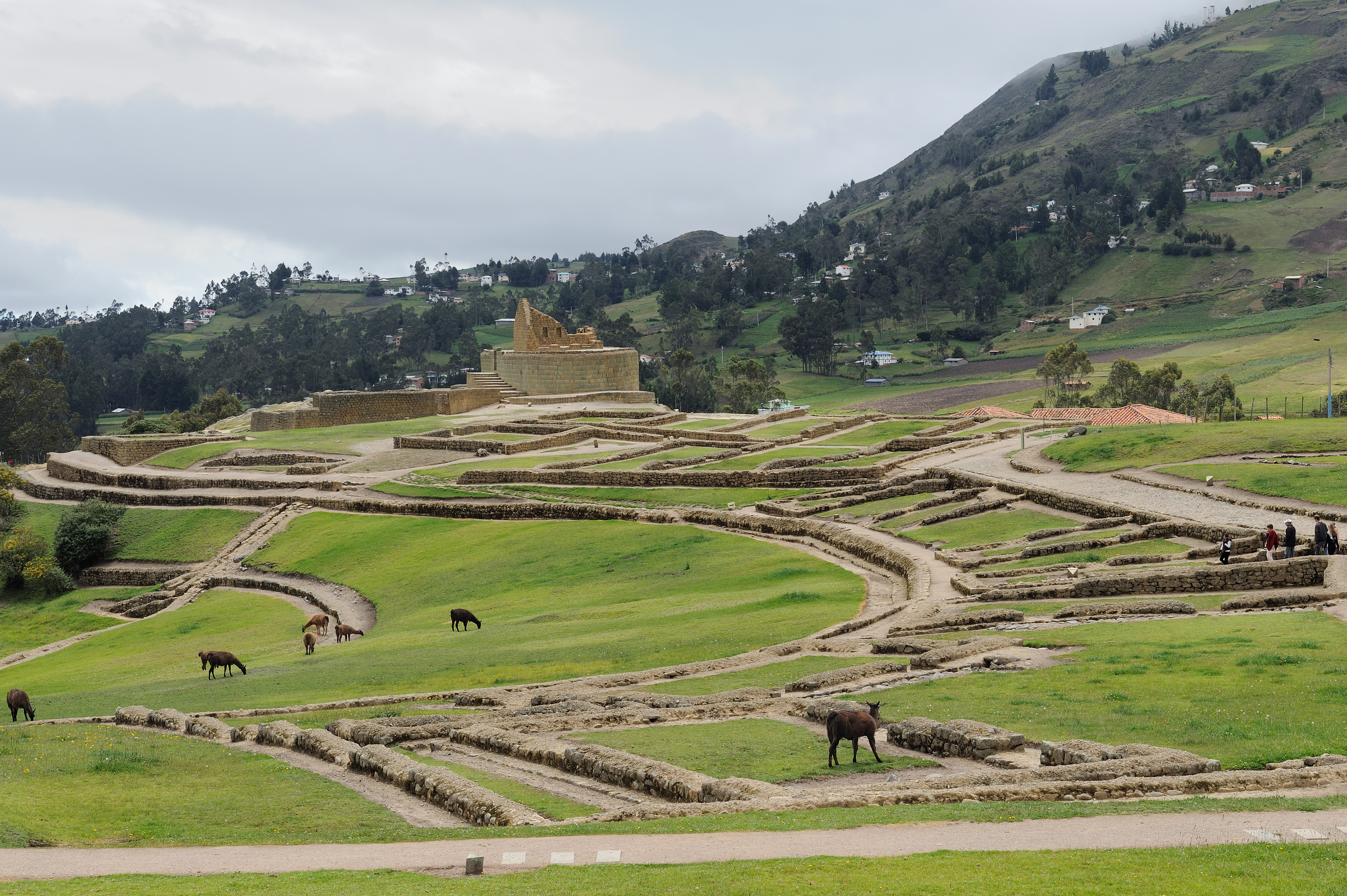
Le site d'Ingapirca.

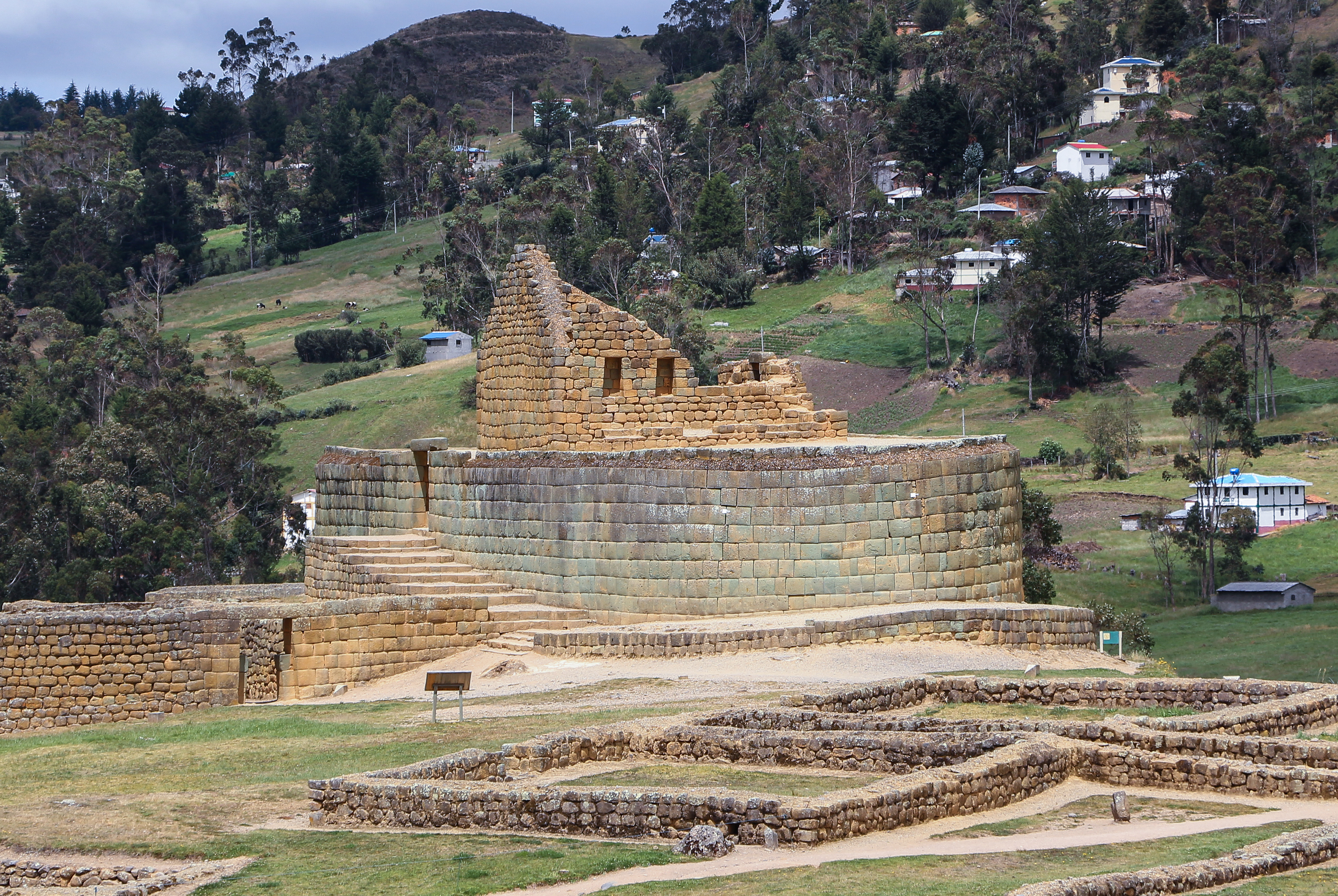
Le temple du Soleil d'Ingapirca.

Ingapirca (en kichwa, Inkapirka, « muraille inca ») est un complexe archéologique situé dans la province de Cañar, en Équateur. 

## Description
Avant de devenir le principal témoignage de la présence inca en Équateur, le site d'Ingapirca a d'abord été un site cañaris, qui le nommaient eux-mêmes Hatun Cañar.   
Ce n'est que plus tard que l'inca Huayna Capac ordonna la construction des bâtiments incas du site, et notamment du « temple du Soleil », durant les campagnes de conquête menées par son père Tupac Yupanqui. 
Initialement considérée comme une forteresse, la construction principale bâtie par les Incas apparaît aujourd'hui comme un lieu de culte, un centre religieux consacré au Soleil, à l'instar du Coricancha de Cuzco.